# Dix-septième circonscription de Paris de 1958 à 1986
Pour les articles homonymes, voir Dix-septième circonscription de Paris de 1988 à 2012 et Dix-septième circonscription de Paris depuis 2012.
De 1958 à 1986, la dix-septième circonscription législative de Paris recouvrait un quartier du 15e arrondissement de la capitale : le  quartier Saint-Lambert. Cette délimitation s'est appliquée aux sept premières législatures de la Cinquième République française. De 1958 à 1967, elle se confond avec la 17e circonscription de la Seine.

## Députés élus
| Législature | Début de mandat | Fin de mandat  | Député élu      |  | Parti politique | Observations                                                                                          |
| ----------- | --------------- | -------------- | --------------- |  | --------------- | --- |
| Ire         | 9 décembre 1958 | 9 octobre 1962 | Jean Baylot     |  | CNIP            | Le mandat de député est écourté à la suite d'une dissolution du général de Gaulle                     |
| IIe         | 6 décembre 1962 | 7 janvier 1963 | Jacques Marette |  | UNR-UDT         | Confirmé au gouvernement en tant que ministre des Postes et des télécommunications le 7 décembre 1962 |
| IIe         | 7 janvier 1963  | 2 avril 1967   | Bernard Rocher  |  | UNR-UDT         | Suppléant de Jacques Marette, nommé au gouvernement                                                   |
| IIIe        | 3 avril 1967    | 30 mai 1968    | Jacques Marette |  | UD-Ve           | mandat écourté à la suite d'une dissolution du Général de Gaulle                                      |
| IVe         | 11 juillet 1968 | 1er avril 1973 | Jacques Marette |  | UDR             | |
| Ve          | 2 avril 1973    | 2 avril 1978   | Jacques Marette |  | UDR             | |
| VIe         | 3 avril 1978    | 22 mai 1981    | Jacques Marette |  | RPR             | |
| VIIe        | 2 juillet 1981  | 25 avril 1984  | Jacques Marette |  | RPR             | décédé le 25 avril 1984                                                                               |
| VIIe        | 26 avril 1984   | 1er avril 1986 | Bernard Rocher  |  | RPR             | suppléant de Jacques Marette                                                                          |

En 1985, le président de la République François Mitterrand changea le mode de scrutin des députés en établissant le scrutin proportionnel par département. Le nombre de députés du département de Paris fut ramené de 31 à 21 et les circonscriptions furent supprimées au profit du département.

## Évolution de la circonscription
En 1986, cette circonscription a été intégrée, avec une partie de la dix-neuvième, dans la nouvelle « treizième circonscription ».

### Élections de 1958
| Candidat       | Candidat        | Parti                     | Premier tour | Premier tour | Second tour | Second tour |  |
| Candidat       | Candidat        | Parti                     | Voix         | %            | Voix        | %           |  |
| -------------- | --------------- | ------------------------- | ------------ | ------------ | ----------- | ----------- |  |
|                | Jean Baylot élu | CNIP                      | 18 537       | 40,52        | 25 759      | 59,73       |  |
|                | Georges Demeure | PCF                       | 8 168        | 17,85        | 9 126       | 21,16       |  |
|                | Roger Barberot  | CRR                       | 7 162        | 15,65        | Retrait     | Retrait     |  |
|                | Fred Spire      | SFIO                      | 4 467        | 9,76         | 8 244       | 19,11       |  |
|                | Guy Tanet       | Divers droite (Gaulliste) | 2 982        | 6,52         | Retrait     | Retrait     |  |
|                | Mireille Osmin  | UFD                       | 2 577        | 5,63         | Retrait     | Retrait     |  |
|                | André Watelet   | CNIP                      | 965          | 2,11         |             |             |  |
|                | Georges Duhamel | UFF                       | 891          | 1,95         |             |             |  |
|                |                 |                           |              |              |             |             |  |
| Inscrits       | Inscrits        | Inscrits                  | 61 671       | 100,00       | 60 912      | 100,00      |  |
| Abstentions    | Abstentions     | Abstentions               | 14 676       | 23,8         | 16 452      | 27,01       |  |
| Votants        | Votants         | Votants                   | 46 995       | 76,2         | 44 460      | 72,99       |  |
| Blancs et nuls | Blancs et nuls  | Blancs et nuls            | 1 246        | 2,65         | 1 331       | 2,99        |  |
| Exprimés       | Exprimés        | Exprimés                  | 45 749       | 97,35        | 43 129      | 97,01       |  |

Le suppléant de Jean Baylot était François Abadie.

### Élections de 1962
| Candidat       | Candidat            | Parti          | Premier tour | Premier tour | Second tour | Second tour |  |
| Candidat       | Candidat            | Parti          | Voix         | %            | Voix        | %           |  |
| -------------- | ------------------- | -------------- | ------------ | ------------ | ----------- | ----------- |  |
|                | Jacques Marette élu | UNR-UDT        | 19 009       | 40,52        | 23 299      | 65,14       |  |
|                | Georges Demeure     | PCF            | 8 010        | 20,96        | 12 471      | 34,86       |  |
|                | Jean Baylot sortant | CNIP           | 6 829        | 17,87        | Retrait     | Retrait     |  |
|                | Georges Jumel       | PSU            | 4 373        | 11,44        | Retrait     | Retrait     |  |
|                |                     |                |              |              |             |             |  |
| Inscrits       | Inscrits            | Inscrits       | 59 796       | 100,00       | 59 668      | 100,00      |  |
| Abstentions    | Abstentions         | Abstentions    | 20 704       | 34,62        | 20 916      | 35,05       |  |
| Votants        | Votants             | Votants        | 39 092       | 65,38        | 38 752      | 64,95       |  |
| Blancs et nuls | Blancs et nuls      | Blancs et nuls | 871          | 2,23         | 2 982       | 7,7         |  |
| Exprimés       | Exprimés            | Exprimés       | 38 221       | 97,77        | 35 770      | 92,3        |  |

Bernard Rocher était le suppléant de Jacques Marette. Il le remplaça du 7 janvier 1963 au 2 avril 1967, quand Jacques Marette fut nommé membre du Gouvernement.

### Élections de 1967
| Candidat                         | Candidat                      | Parti                     | Premier tour | Premier tour | Second tour | Second tour |  |
| Candidat                         | Candidat                      | Parti                     | Voix         | %            | Voix        | %           |  |
| -------------------------------- | ----------------------------- | ------------------------- | ------------ | ------------ | ----------- | ----------- |  |
|                                  | Jacques Marette sortant réélu | UD-Ve                     | 19 768       | 45,61        | 22 799      | 58,86       |  |
|                                  | Pierre Loiseau                | PCF                       | 7 968        | 18,38        | 15 936      | 41,14       |  |
|                                  | Gisèle Halimi                 | FGDS (CIR)                | 5 834        | 13,46        | Retrait     | Retrait     |  |
|                                  | Maurice Freschard             | CD (PDM)                  | 5 410        | 12,48        |             |             |  |
|                                  | Pierre Naville                | PSU                       | 2 812        | 6,49         |             |             |  |
|                                  | Jean-François Galvaire        | Extrême droite            | 1 116        | 2,57         |             |             |  |
|                                  | Michel Bailly-Maistre         | Divers droite (Gaulliste) | 433          | 1            |             |             |  |
|                                  |                               |                           |              |              |             |             |  |
| Inscrits                         | Inscrits                      | Inscrits                  | 54 701       | 100,00       | 54 686      | 100,00      |  |
| Abstentions                      | Abstentions                   | Abstentions               | 10 690       | 19,54        | 13 572      | 24,82       |  |
| Votants                          | Votants                       | Votants                   | 44 011       | 80,46        | 41 114      | 75,18       |  |
| Blancs et nuls                   | Blancs et nuls                | Blancs et nuls            | 670          | 1,52         | 2 379       | 5,79        |  |
| Exprimés                         | Exprimés                      | Exprimés                  | 43 341       | 98,48        | 38 735      | 94,21       |  |
| Source : Data.gouv.fr et CEVIPOF |                               |                           |              |              |             |             |  |

Bernard Rocher était le suppléant de Jacques Marette.

### Élections de 1968
| Candidat                         | Candidat                      | Parti          | Premier tour | Premier tour | Second tour | Second tour |  |
| Candidat                         | Candidat                      | Parti          | Voix         | %            | Voix        | %           |  |
| -------------------------------- | ----------------------------- | -------------- | ------------ | ------------ | ----------- | ----------- |  |
|                                  | Jacques Marette sortant réélu | UDR (URP)      | 19 741       | 48,56        | 20 605      | 54,3        |  |
|                                  | Jean Mounet                   | CD (PDM)       | 7 359        | 18,1         | 7 523       | 19,82       |  |
|                                  | Pierre Loiseau                | PCF            | 6 602        | 16,24        | 9 822       | 25,88       |  |
|                                  | Pierre Naville                | PSU            | 3 545        | 8,72         |             |             |  |
|                                  | Jean-Pierre Péchenart         | FGDS (CIR)     | 2 740        | 6,74         |             |             |  |
|                                  | Bernard Joseph                | TD             | 668          | 1,64         |             |             |  |
|                                  |                               |                |              |              |             |             |  |
| Inscrits                         | Inscrits                      | Inscrits       | 53 435       | 100,00       | 53 423      | 100,00      |  |
| Abstentions                      | Abstentions                   | Abstentions    | 12 478       | 23,35        | 15 069      | 28,21       |  |
| Votants                          | Votants                       | Votants        | 40 957       | 76,65        | 38 354      | 71,79       |  |
| Blancs et nuls                   | Blancs et nuls                | Blancs et nuls | 302          | 0,74         | 404         | 1,05        |  |
| Exprimés                         | Exprimés                      | Exprimés       | 40 655       | 99,26        | 37 950      | 98,95       |  |
| Source : Data.gouv.fr et CEVIPOF |                               |                |              |              |             |             |  |

Bernard Rocher était suppléant de Jacques Marette.

### Élections de 1973
| Candidat                         | Candidat                      | Parti          | Premier tour | Premier tour | Second tour | Second tour |  |
| Candidat                         | Candidat                      | Parti          | Voix         | %            | Voix        | %           |  |
| -------------------------------- | ----------------------------- | -------------- | ------------ | ------------ | ----------- | ----------- |  |
|                                  | Jacques Marette sortant réélu | UDR (URP)      | 16 239       | 38,83        | 23 073      | 59,31       |  |
|                                  | Roger Pichard du Page         | MR             | 8 047        | 19,24        | 65          | 0,17        |  |
|                                  | Jacqueline Furdygiel          | PCF            | 6 615        | 15,82        | 15 766      | 40,53       |  |
|                                  | Évremond Bac                  | MRG (UGSD)     | 6 465        | 15,46        | Retrait     | Retrait     |  |
|                                  | Bernard Hennet                | PSU            | 2 424        | 5,79         |             |             |  |
|                                  | Georges Péan                  | FN             | 1 292        | 3,09         |             |             |  |
|                                  | Pierre Salama                 | LC             | 743          | 1,78         |             |             |  |
|                                  |                               |                |              |              |             |             |  |
| Inscrits                         | Inscrits                      | Inscrits       | 53 191       | 100,00       | 53 241      | 100,00      |  |
| Abstentions                      | Abstentions                   | Abstentions    | 10 808       | 20,32        | 11 741      | 22,05       |  |
| Votants                          | Votants                       | Votants        | 42 383       | 79,68        | 41 500      | 77,95       |  |
| Blancs et nuls                   | Blancs et nuls                | Blancs et nuls | 558          | 1,32         | 2 596       | 6,26        |  |
| Exprimés                         | Exprimés                      | Exprimés       | 41 825       | 98,68        | 38 904      | 93,74       |  |
| Source : Data.gouv.fr et CEVIPOF |                               |                |              |              |             |             |  |

Bernard Rocher était le suppléant de Jacques Marette.

### Élections de 1978
| Candidat                         | Candidat                      | Parti                   | Premier tour | Premier tour | Second tour | Second tour |  |
| Candidat                         | Candidat                      | Parti                   | Voix         | %            | Voix        | %           |  |
| -------------------------------- | ----------------------------- | ----------------------- | ------------ | ------------ | ----------- | ----------- |  |
|                                  | Jacques Marette sortant réélu | RPR                     | 16 694       | 38,27        | 26 524      | 59,67       |  |
|                                  | Alain Hubert                  | PS                      | 8 085        | 18,53        | 17 925      | 40,33       |  |
|                                  | Jean-Charles de Vincenti      | UDF (CDS)               | 6 952        | 15,94        |             |             |  |
|                                  | Roger Gauvrit                 | PCF                     | 5 441        | 12,47        |             |             |  |
|                                  | Marc-Gérald Cibard            | Écologie 78             | 2 653        | 6,08         |             |             |  |
|                                  | Christine Carlier             | PSU (FA)                | 856          | 1,96         |             |             |  |
|                                  | Simone Dar                    | Divers gauche (Choisir) | 756          | 1,73         |             |             |  |
|                                  | Gabriel Herbin                | Extrême droite (UFBS)   | 574          | 1,32         |             |             |  |
|                                  | Bénédicte Rolland du Roscoät  | FN                      | 413          | 0,95         |             |             |  |
|                                  | Christian Le Scornec          | PFN                     | 409          | 0,94         |             |             |  |
|                                  | Odette Poncet                 | LCR (PSPT)              | 344          | 0,79         |             |             |  |
|                                  | Madeleine Lacroix             | LO                      | 335          | 0,77         |             |             |  |
|                                  | Frédéric Firetto              | Divers droite (RUC)     | 111          | 0,25         |             |             |  |
|                                  |                               |                         |              |              |             |             |  |
| Inscrits                         | Inscrits                      | Inscrits                | 58 037       | 100,00       | 57 797      | 100,00      |  |
| Abstentions                      | Abstentions                   | Abstentions             | 13 169       | 22,69        | 12 353      | 21,37       |  |
| Votants                          | Votants                       | Votants                 | 44 868       | 77,31        | 45 444      | 78,63       |  |
| Blancs et nuls                   | Blancs et nuls                | Blancs et nuls          | 1 245        | 2,77         | 995         | 2,19        |  |
| Exprimés                         | Exprimés                      | Exprimés                | 43 623       | 97,23        | 44 449      | 97,81       |  |
| Source : Data.gouv.fr et CEVIPOF |                               |                         |              |              |             |             |  |

Bernard Rocher, ancien Président du Conseil de Paris, était le suppléant de Jacques Marette.

### Élections de 1981
|                                                     | Jacques Marette sortant réélu | RPR (UNM)      | 19 512 | 53,07  |  |  |  |
|                                                     | Alain Hubert                  | PS             | 12 067 | 32,82  |  |  |  |
|                                                     | Roger Gauvrit                 | PCF            | 2 492  | 6,78   |  |  |  |
|                                                     | Laure Schneiter               | MÉP            | 1 533  | 4,17   |  |  |  |
|                                                     | Sylvie Rémy                   | PSU            | 608    | 1,65   |  |  |  |
|                                                     | Andrée Piquet                 | FN             | 549    | 1,49   |  |  |  |
|                                                     | Hubert Peuch                  | Divers         | 7      | 0,02   |  |  |  |
|                                                     |                               |                |        |        |  |  |  |
| Inscrits                                            | Inscrits                      | Inscrits       | 55 470 | 100,00 |  |  |  |
| Abstentions                                         | Abstentions                   | Abstentions    | 18 416 | 33,2   |  |  |  |
| Votants                                             | Votants                       | Votants        | 37 054 | 66,8   |  |  |  |
| Blancs et nuls                                      | Blancs et nuls                | Blancs et nuls | 286    | 0,77   |  |  |  |
| Exprimés                                            | Exprimés                      | Exprimés       | 36 768 | 99,23  |  |  |  |
| Source : CEVIPOF et Sud-Ouest du 17 juin 1981, p. 3 |                               |                |        |        |  |  |  |

Bernard Rocher remplaça Jacques Marette à la suite de son décès, du 25 avril 1984 au 1er avril 1986.